# Liodessus
Liodessus är ett släkte av skalbaggar. Liodessus ingår i familjen dykare.

## Bildgalleri

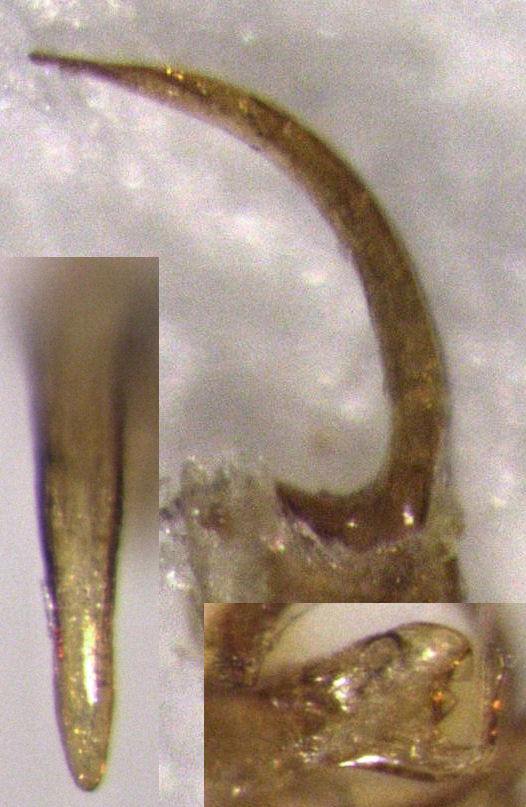
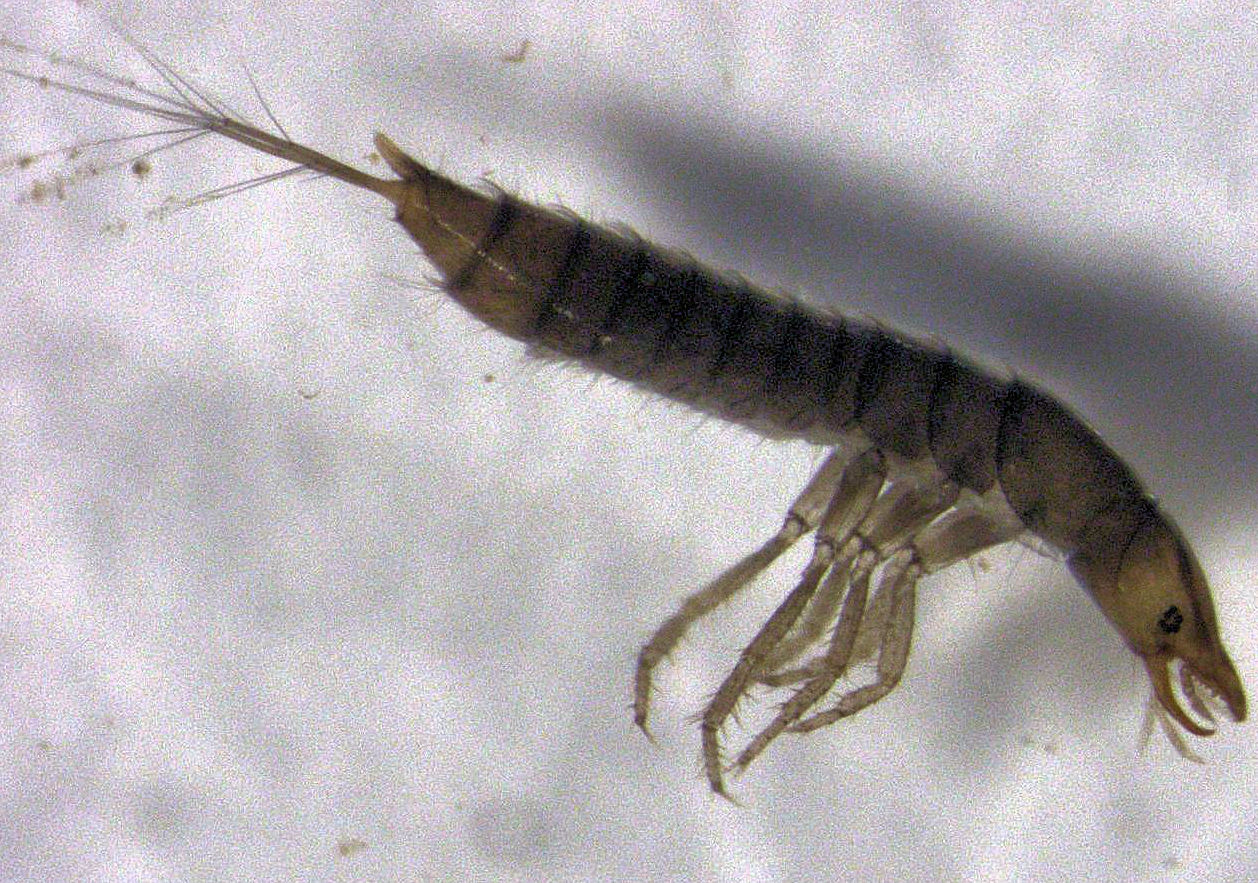
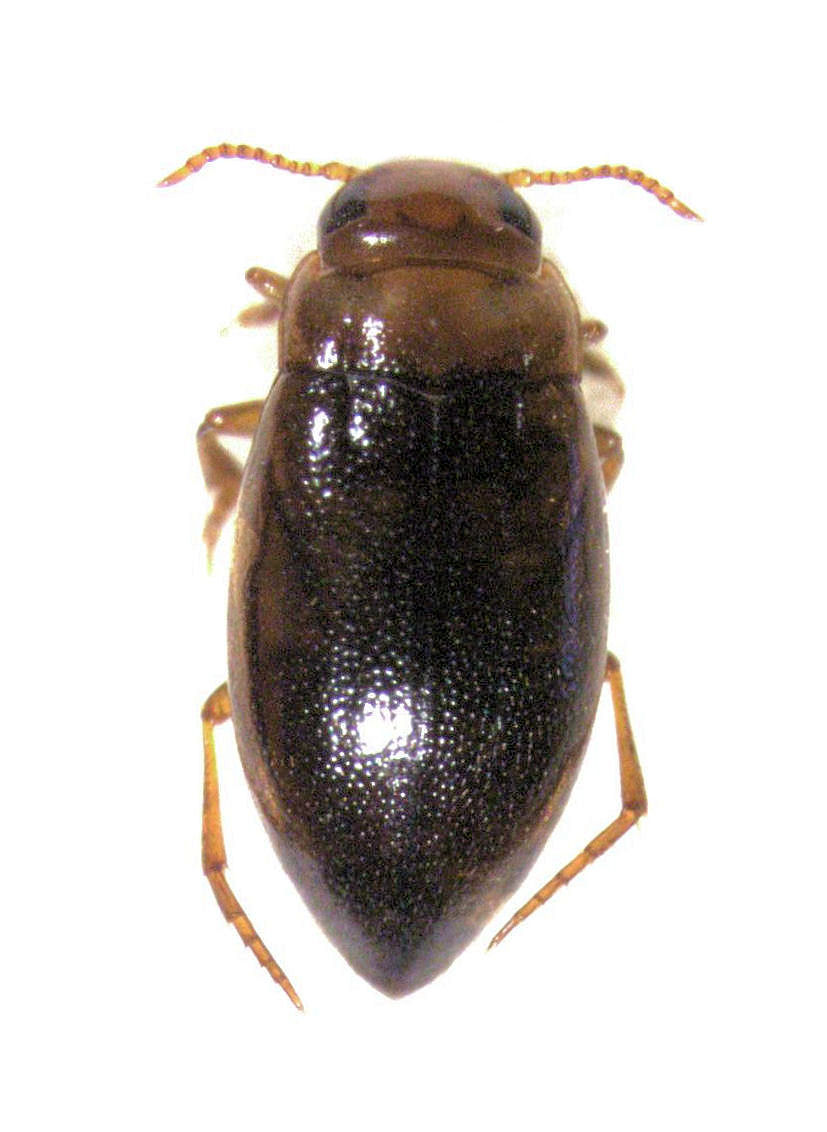

## Dottertaxa tillLiodessus, i alfabetisk ordning[1]
- Liodessus abjectus
- Liodessus acollensis
- Liodessus adumbratus
- Liodessus affinis
- Liodessus andinus
- Liodessus antrias
- Liodessus bogotensis
- Liodessus bonariensis
- Liodessus bordoni
- Liodessus cancellosus
- Liodessus cantralli
- Liodessus chilensis
- Liodessus crassus
- Liodessus crotchi
- Liodessus deflectus
- Liodessus delfini
- Liodessus dilatatus
- Liodessus emaciatus
- Liodessus fijiensis
- Liodessus flavicollis
- Liodessus flavofasciatus
- Liodessus guttatus
- Liodessus hobbsi
- Liodessus incrassatus
- Liodessus involucer
- Liodessus legrosi
- Liodessus leonensis
- Liodessus luteopictus
- Liodessus microscopicus
- Liodessus miersii
- Liodessus noviaffinis
- Liodessus obscurellus
- Liodessus ophonoides
- Liodessus patagonicus
- Liodessus plicatus
- Liodessus rhicnodes
- Liodessus riveti
- Liodessus saratogae
- Liodessus strobeli
- Liodessus uruguensis